# Státní rozpočet České republiky
Státní rozpočet České republiky je plán hospodaření Česka. Ústředním orgánem státní správy pro státní rozpočet je Ministerstvo financí. Účet státního rozpočtu spravuje Česká národní banka.
Státní rozpočet přijímá pouze Poslanecká sněmovna Parlamentu České republiky zákonem, jehož návrh vypracovává Ministerstvo financí a schvaluje vláda České republiky. Tvorbu a obsah upravuje zákon o rozpočtových pravidlech č. 218/2000 Sb.

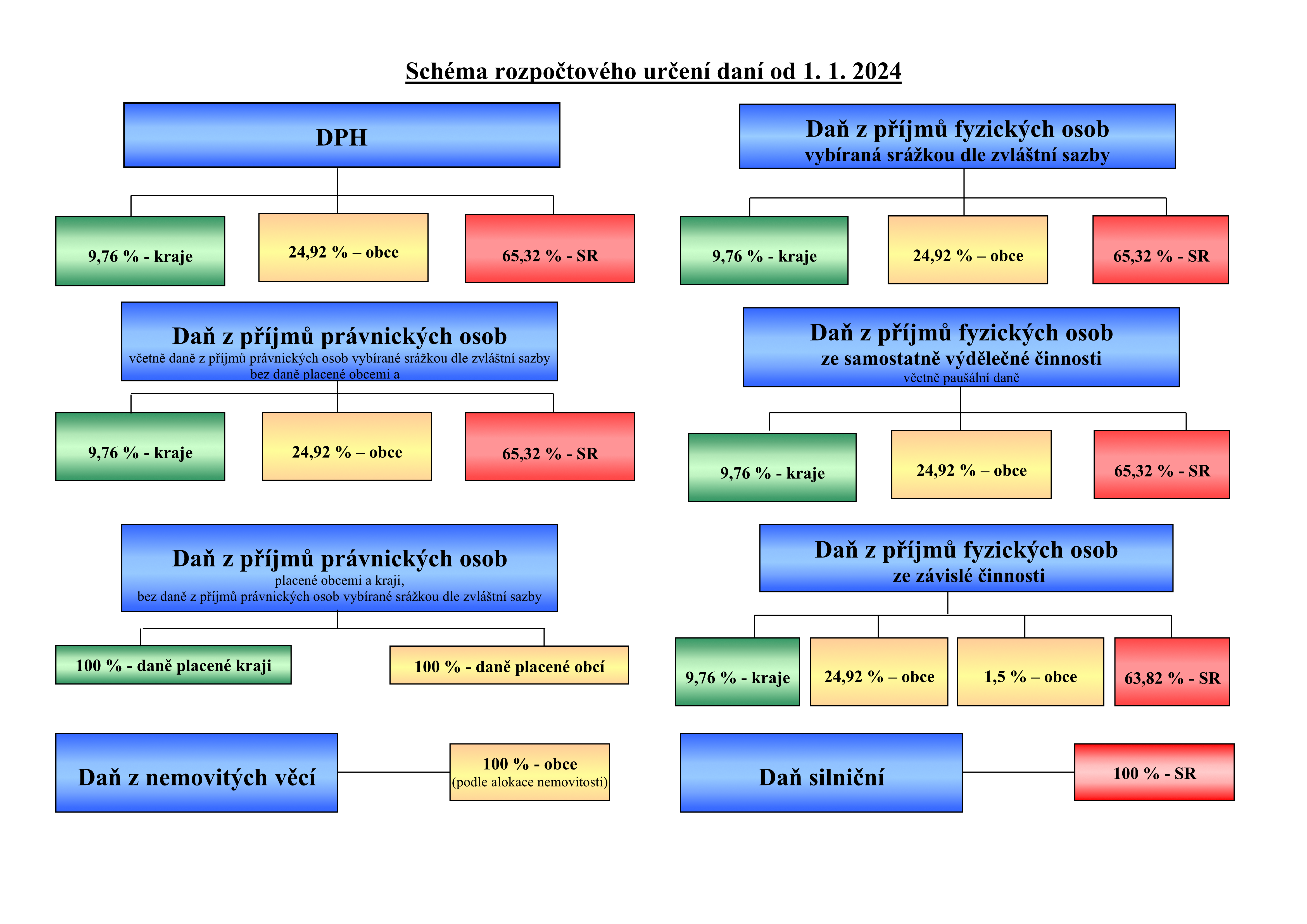
Rozpočtové určení daní v České republice platné od 1. 1. 2024

## Příjmy
Příjmy státního rozpočtu České republiky lze rozdělit na:
- Přímá daň:
  - z příjmů
    - Daň z příjmů fyzických osob
    - Daň z příjmů právnických osob

  - z převodu majetku
    - Daň dědická, darovací a z převodu nemovitosti - žádná z těchto daní současně na území ČR neexistuje. Daň dědická byla zrušena v roce 2013. Předmět darovací daně nyní spadá pod § 10 zákona č. 586/1992 Sb. o daních z příjmů. Daň z převodu nemovitosti (později daň z nabytí nemovitých věcí) - byla v roce 2020 též zrušena.

  - majetková
    - Daň z nemovitých věcí (daň ze staveb a jednotek, daň z pozemků)
    - Silniční daň

- Nepřímá daň (zdaňuje prodej zboží nebo služeb):
  - Spotřební daň
  - Daň z přidané hodnoty (DPH)
  - Ekologická daň
- Sociální pojištění
- Fondy Evropské unie
- Ostatní příjmy
  - Zisky ze státní účasti v podnicích a příjmy z privatizace nejsou součástí státního rozpočtu. Jsou příjmem mimorozpočtových fondů ČR. Zákon o zrušení Fondu národního majetku definuje tituly, na které mohou být tyto prostředky z privatizace a dividend věnovány. Příjmy bude možné převést na Státní fond dopravní infrastruktury, Státní fond rozvoje bydlení a k finanční podpoře projektů rozvoje území určených pro průmyslové využití schválených vládou.

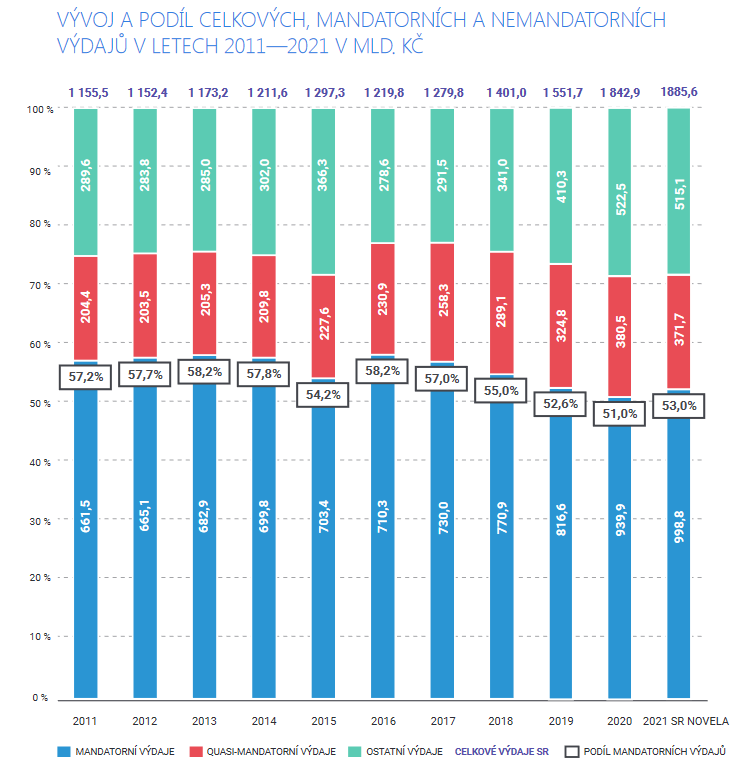
Vývoj a podíly mandatorních, nemandatorních a ostatních výdajů ČR v letech 2011-2021

## Výdaje
- Mandatorní výdaje – prostředky, které musí vláda vynaložit ze zákona. Nemůže volně rozhodovat o jejich výši. Jsou to zejména: dávky sociálního zabezpečení (důchody), státní příspěvek na penzijní připojištění a stavební spoření, dávky státní sociální podpory, podpora v nezaměstnanosti ad.
  - Ostatní mandatorní výdaje jsou např. hypotéční úrokové podpory, kurzové ztráty při správě státního dluhu, realizace státních záruk, transfery mezinárodním organizacím aj.
- Kvazimandatorní výdaje jsou např. výdaje na aktivní politiku zaměstnanosti, armádu, zahraniční pomoc, platy zaměstnanců veřejného sektoru a duchovních, investiční pobídky aj. Patří sem také příspěvky do rozpočtů mezinárodních organizací.
- Ostatní výdaje – stát nemá povinnost tyto výdaje realizovat, ale chce tak učinit, například v rámci vládního programu.

## Tvorba státního rozpočtu a legislativní proces
Základy procesu přijímání rozpočtu upravuje Ústava České republiky, podrobnosti jednací řád Poslanecké sněmovny v části třinácté. Návrh zákona o státním rozpočtu podává pro každý kalendářní rok vláda (což je oproti běžnému zákonu výrazné omezení); způsob, jakým se ve vládě, resp. ministerstvu financí sestavují jednotlivé kapitoly rozpočtu, stanoví zákon o rozpočtových pravidlech. O rozpočtu jedná pouze Poslanecká sněmovna (Senát nikoliv, viz ústavní čl. 42; ani během rozpuštění sněmovny nelze přijmout zákonné opatření Senátu ve věci rozpočtu, čl. 33). Po prvním čtení na plénu sněmovny se rozpočtem zabývají jednotlivé sněmovní výbory. Ve druhém čtení se poslanci snaží prosadit pozměňovací návrhy v jednotlivých položkách a konkrétních věcech (tzv. porcování medvěda). Po třetím čtení se o zákonu hlasuje. Státní rozpočet je v jiných ohledech běžný zákon, tedy ke schválení stačí nadpoloviční většina přítomných a prezident České republiky by jej v principu mohl následně vetovat, to se ovšem nestává. Rovněž tak vláda nikdy nevyužila možnost se zákonem o rozpočtu spojit otázku důvěry (čl. 44 a další Ústavy); na podzim 1996 o tom uvažovala ODS, jejíž vláda neměla sněmovní většinu, v září 1998 pak část menšinové menšinové vlády ČSSD Miloše Zemana.
Není-li rozpočet přijat do 31. 12., nastupuje do jeho schválení rozpočtové provizorium: výdaje každý měsíc smějí tvořit nejvýše dvanáctinu posledního rozpočtu. V historii samostatné ČR se to stalo dvakrát, na začátku Zemanovy menšinové vlády. Její první rozpočet byl po dlouhých jednáních a získání podpory KDU-ČSL a KSČM schválen až 15. ledna 1999. Schválení dalšího 26. ledna 2000 předcházel tzv. toleranční patent s ODS a odstoupení několika ministrů (např. Egon Lánský); ODS se zavázala podpořit rozpočty v dalších letech, pokud vláda bude snižovat deficit na 20, resp. 10 mld.; po dalších jednáních na podzim však od toho požadavku upustila.

### Státní závěrečný účet
Výsledný stav hospodaření se vždy liší od plánovaného rozpočtu. Státní závěrečný účet za každý rok předkládá Poslanecké sněmovně vláda do konce dalšího dubna; sněmovna ho usnesením bere na vědomí a souhlasí s vypořádáním schodku, případně přebytku.

## Historický přehled rozpočtu

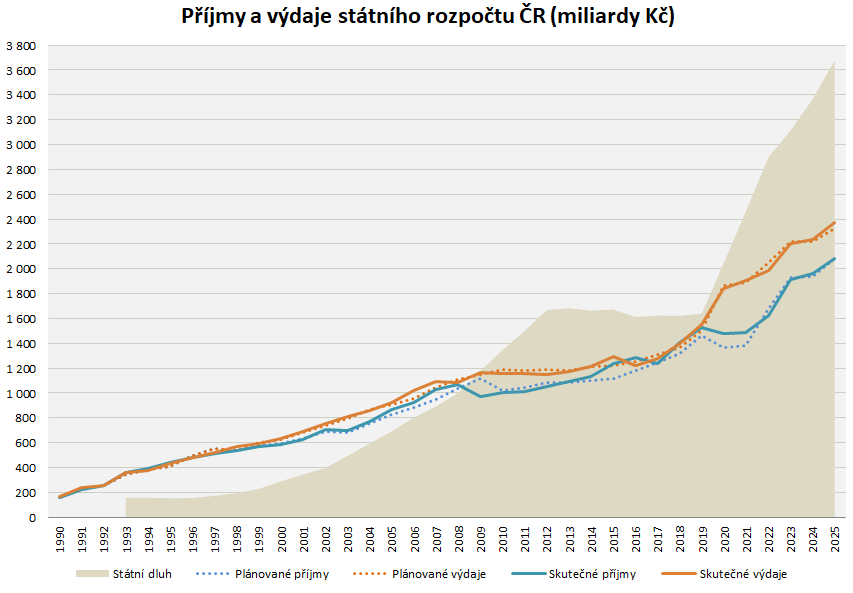
Graf příjmů, výdajů a státního dluhu České republiky

Do rozdělení Československa na konci roku 1992 existoval vedle českého rozpočtu i rozpočet federální (z nějž byla financována např. armáda), čísla tak nejsou porovnatelná. Objem rozpočtu se každý rok zvyšuje, což souvisí s inflací i růstem reálného HDP. Plánované příjmy byly nižší oproti minulému roku pouze v letech 1998 a 2010 (obojí ekonomická krize), 2020 (počínaje první z koronavirových novel) a v návrhu na rok 2021; v letech 1998 a 2011 pak výdaje (reálně však klesly, o méně než 1 %, v letech 2010 až 2012). Do roku 1998 byly rozpočty navrhované jako vyrovnané, od roku 1999 jako schodkové v souladu s reálným stavem.
Skutečné výsledky se od plánovaných vždy liší. Přebytek byl dosažen pouze v letech 1993–5, 2016 a 2018, jinak je skutečná bilance dlouhodobě schodková. Největší rozdíl nastal v krizovém roce 2009, kdy oproti plánovaným 38 miliardám dosáhl skutečný schodek rekordních 192 miliard.
Při hodnocení bilance je nutné uvážit, že zisky ze státní účasti v podnicích a příjmy z privatizace nejsou součástí státního rozpočtu, nýbrž příjmem mimorozpočtových fondů ČR. Po započtení utržených a utracených příjmů z privatizace je skutečná bilance značně rozdílná. Nejvyšší příjmy z privatizace realizovala vláda Miloše Zemana v letech 1999–2002, celkem přes 500 miliard. Je také třeba počítat s klesající hodnotou finančních prostředků v čase: miliarda v roce 2000 má zhruba o třetinu až polovinu větší hodnotu než v roce 2015.
Přestože státní rozpočet České republiky na rok 2014 byl významně schodkový, státní dluh České republiky v roce 2014 klesl, což způsobilo snížení hotovostních aktiv.

### Vývoj státního rozpočtu samostatné České republiky
| Rok                                               | Schválený rozpočet      | Schválený rozpočet      | Schválený rozpočet      | Rok  | Skutečnost ke konci roku | Skutečnost ke konci roku | Skutečnost ke konci roku | Skutečnost ke konci roku | Sestavil ministr financí          | Samostatný článek               |
| Rok                                               | Příjmy                  | Výdaje                  | Bilance                 | Rok  | Příjmy                   | Výdaje                   | Bilance                  | Bilance v % HDP          | Sestavil ministr financí          | Samostatný článek               |
| ------------------------------------------------- | ----------------------- | ----------------------- | ----------------------- | ---- | ------------------------ | ------------------------ | ------------------------ | ------------------------ | --------------------------------- | ------------------------------- |
| 1993                                              | 342,2                   | 342,2                   | 0                       | 1993 | 358,000                  | 356,919                  | 1,081                    | 0,09                     | Ivan Kočárník                     | rozpočet ČR 1993                |
| 1994                                              | 381,8                   | 381,8                   | 0                       | 1994 | 390,508                  | 380,059                  | 10,449                   | 0,76                     | Ivan Kočárník                     | rozpočet ČR 1994                |
| 1995                                              | 411,8                   | 411,8                   | 0                       | 1995 | 439,968                  | 432,738                  | 7,230                    | 0,45                     | Ivan Kočárník                     | rozpočet ČR 1995                |
| 1996                                              | 497,6                   | 497,6                   | 0                       | 1996 | 482,817                  | 484,379                  | –1,562                   | –0,08                    | Ivan Kočárník                     | rozpočet ČR 1996                |
| 1997                                              | 549,1                   | 549,1                   | 0                       | 1997 | 508,950                  | 524,668                  | –15,718                  | –0,79                    | Ivan Kočárník                     | rozpočet ČR 1997                |
| 1998                                              | 536,6                   | 536,6                   | 0                       | 1998 | 537,411                  | 566,741                  | –29,330                  | –1,35                    | Ivan Pilip                        | rozpočet ČR 1998                |
| 1999                                              | 574,1                   | 605,1                   | –31,01                  | 1999 | 567,275                  | 596,909                  | –29,634                  | –1,31                    | Ivo Svoboda                       | rozpočet ČR 1999                |
| 2000                                              | 592,1                   | 627,3                   | –35,10                  | 2000 | 586,208                  | 632,268                  | –46,060                  | –1,92                    | Pavel Mertlík                     | rozpočet ČR 2000                |
| 2001                                              | 636,1                   | 685,1                   | –48,90                  | 2001 | 626,223                  | 693,921                  | –67,698                  | –2,61                    | Pavel Mertlík                     | rozpočet ČR 2001                |
| 2002                                              | 690,3                   | 736,6                   | –46,20                  | 2002 | 705,043                  | 750,758                  | –45,715                  | –1,69                    | Jiří Rusnok                       | rozpočet ČR 2002                |
| 2003                                              | 684,0                   | 795,3                   | –111,30                 | 2003 | 699,665                  | 808,718                  | –109,053                 | –3,85                    | Bohuslav Sobotka                  | rozpočet ČR 2003                |
| Vstup České republiky do Evropské unie 1. 5. 2004 |                         |                         |                         |      |                          |                          |                          |                          |                                   |                                 |
| 2004                                              | 754,08                  | 869,05                  | –114,97                 | 2004 | 769,34                   | 862,87                   | –93,53                   | –3,03                    | Bohuslav Sobotka                  | rozpočet ČR 2004                |
| 2005                                              | 824,83                  | 908,42                  | –83,59                  | 2005 | 866,49                   | 922,85                   | –56,36                   | –1,71                    | Bohuslav Sobotka                  | rozpočet ČR 2005                |
| 2006                                              | 884,39                  | 958,79                  | –74,40                  | 2006 | 923,32                   | 1020,63                  | –97,31                   | –2,76                    | Bohuslav Sobotka                  | rozpočet ČR 2006                |
| 2007                                              | 949,48                  | 1040,78                 | –91,30                  | 2007 | 1025,88                  | 1092,27                  | –66,39                   | –1,72                    | Vlastimil Tlustý                  | rozpočet ČR 2007                |
| 2008                                              | 1036,51                 | 1107,31                 | –70,80                  | 2008 | 1064,57                  | 1083,94                  | –19,37                   | –0,48                    | Miroslav Kalousek                 | rozpočet ČR 2008                |
| 2009                                              | 1114,00                 | 1152,10                 | –38,10                  | 2009 | 974,61                   | 1167,01                  | –192,39                  | –4,88                    | Miroslav Kalousek                 | rozpočet ČR 2009                |
| 2010                                              | 1022,22                 | 1184,92                 | –162,70                 | 2010 | 1000,50                  | 1156,79                  | –156,29                  | –3,88                    | Eduard Janota                     | rozpočet ČR 2010                |
| 2011                                              | 1044,00                 | 1179,00                 | –135,00                 | 2011 | 1012,75                  | 1155,52                  | –142,77                  | –3,49                    | Miroslav Kalousek                 | rozpočet ČR 2011                |
| 2012                                              | 1084,70                 | 1189,70                 | −105,00                 | 2012 | 1051,39                  | 1152,39                  | –101,00                  | –2,45                    | Miroslav Kalousek                 | rozpočet ČR 2012                |
| 2013                                              | 1076,37                 | 1176,37                 | –100,00                 | 2013 | 1091,86                  | 1173,13                  | –81,26                   | –1,95                    | Miroslav Kalousek                 | rozpočet ČR 2013                |
| 2014                                              | 1098,24                 | 1210,24                 | –112,00                 | 2014 | 1133,82                  | 1211,60                  | –77,78                   | –1,78                    | Jan Fischer                       | rozpočet ČR 2014                |
| 2015                                              | 1118,46                 | 1218,46                 | –100,00                 | 2015 | 1234,52                  | 1297,32                  | –62,80                   | –1,35                    | Andrej Babiš                      | rozpočet ČR 2015                |
| 2016                                              | 1180,86                 | 1250,86                 | –70,00                  | 2016 | 1281,62                  | 1219,84                  | 61,77                    | 1,28                     | Andrej Babiš                      | rozpočet ČR 2016                |
| 2017                                              | 1249,27                 | 1309,27                 | –60,00                  | 2017 | 1273,64                  | 1279,80                  | –6,15                    | –0,12                    | Andrej Babiš                      | rozpočet ČR 2017                |
| 2018                                              | 1314,50                 | 1364,50                 | –50,00                  | 2018 | 1403,92                  | 1400,97                  | 2,94                     | 0,05                     | Ivan Pilný                        | rozpočet ČR 2018                |
| 2019                                              | 1465,36                 | 1505,36                 | –40,00                  | 2019 | 1523,23                  | 1551,74                  | –28,52                   | –0,48                    | Alena Schillerová                 | rozpočet ČR 2019                |
| 2020                                              | 1578,12 1428,20 1364,80 | 1618,12 1728,20 1864,80 | –40,00 –300,00 –500,00  | 2020 | 1475,48                  | 1842,93                  | –367,45                  | –6,30                    | Alena Schillerová                 | rozpočet ČR 2020 (po 3. novele) |
| 2021                                              | 1328,20 1386,00         | 1648,20 1886,00         | –320,00 –500,00         | 2021 | 1487,20                  | 1906,90                  | –419,70                  | –6,65                    | Alena Schillerová                 | rozpočet ČR 2021 (po novele)    |
| 2022                                              | 1551,10 1613,20 1678,30 | 1927,70 1893,20 2053,30 | –376,60 –280,00 –375,00 | 2022 | 1624,40                  | 1984,81                  | –360,41                  | –5,11                    | Alena Schillerová Zbyněk Stanjura | rozpočet ČR 2022                |
| 2023                                              | 1928,00                 | 2223,00                 | –295,00                 | 2023 | 1914,10                  | 2202,60                  | –288,50                  | –3,79                    | Zbyněk Stanjura                   | rozpočet ČR 2023                |
| 2024                                              | 1940,00                 | 2192,00 2222,00         | –252,00 –282,00         | 2024 | 1965,40                  | 2236,80                  | –271,40                  |                          | Zbyněk Stanjura                   | rozpočet ČR 2024                |
| 2025                                              | 2086,08                 | 2327,08                 | –241,00                 | 2025 |                          |                          |                          |                          | Zbyněk Stanjura                   | rozpočet ČR 2025                |

Graf vývoje HDP (v %)[zdroj?]
Graf skutečné bilance státního rozpočtu (v miliardách korun), povšimněte si podobnosti s vývojem ekonomiky

### Vývoj státního rozpočtu České (socialistické) republiky v rámci federace
| Rok                                                | Schválený rozpočet | Schválený rozpočet | Schválený rozpočet | Rok  | Skutečnost ke konci roku | Skutečnost ke konci roku | Skutečnost ke konci roku |
| Rok                                                | Příjmy             | Výdaje             | Bilance            | Rok  | Příjmy                   | Výdaje                   | Bilance                  |
| -------------------------------------------------- | ------------------ | ------------------ | ------------------ | ---- | ------------------------ | ------------------------ | ------------------------ |
| 1969                                               | 86,712             | 86,712             | 0                  | 1969 |                          |                          | 0,366                    |
| 1970                                               | 94,544             | 94,544             | 0                  | 1970 | 97,148                   | 95,865                   | 1,283                    |
| 1971                                               | 90,686             | 90,686             | 0                  | 1971 |                          |                          | 0,196                    |
| 1972                                               | 94,408             | 94,408             | 0                  | 1972 | 95,200                   | 95,144                   | 0,056                    |
| 1973                                               | 100,055            | 100,055            | 0                  | 1973 | 100,783                  | 100,725                  | 0,058                    |
| 1974                                               | 103,809            | 103,809            | 0                  | 1974 | 104,833                  | 104,788                  | 0,045                    |
| 1975                                               | 108,514            | 108,514            | 0                  | 1975 |                          |                          | 0,054                    |
| 1976                                               | 117,117            | 117,117            | 0                  | 1976 | 117,942                  | 117,908                  | 0,034                    |
| 1977                                               | 122,419            | 122,419            | 0                  | 1977 |                          |                          | 0,043                    |
| 1978                                               | 119,269            | 119,269            | 0                  | 1978 | 119,790                  | 119,758                  | 0,032                    |
| 1979                                               | 123,134            | 123,134            | 0                  | 1979 |                          |                          | 0,018                    |
| 1980                                               | 128,790            | 128,790            | 0                  | 1980 |                          |                          | 0,005                    |
| 1981                                               | 128,013            | 128,013            | 0                  | 1981 |                          |                          | 0,029                    |
| 1982                                               | 134,414            | 134,414            | 0                  | 1982 |                          |                          | 0,020                    |
| 1983                                               | 139,003            | 139,003            | 0                  | 1983 |                          |                          | 0,040                    |
| 1984                                               | 147,480            | 147,480            | 0                  | 1984 |                          |                          | 0,023                    |
| 1985                                               | 151,659            | 151,659            | 0                  | 1985 |                          |                          | 0,018                    |
| 1986                                               | 150,450            | 150,450            | 0                  | 1986 | 152,653                  | 152,653                  | 0                        |
| 1987                                               | 158,090            | 158,090            | 0                  | 1987 | 157,067                  | 157,037                  | 0,030                    |
| 1988                                               | 165,326            | 165,326            | 0                  | 1988 | 165,056                  | 165,056                  | 0                        |
| 1989                                               | 169,690            | 169,690            | 0                  | 1989 | 154,046                  | 155,293                  | –1,247                   |
| Konec komunistického režimu listopad–prosinec 1989 |                    |                    |                    |      |                          |                          |                          |
| 1990                                               | 157,304            | 157,304            | 0                  | 1990 | 162,513                  | 163,557                  | –1,044                   |
| 1991                                               | 182,610 227,020    | 181,510 225,920    | 1,100              | 1991 | 225,342                  | 240,089                  | –14,747                  |
| 1992                                               | 255,865            | 255,865            | 0                  | 1992 | 251,379                  | 253,076                  | –1,697                   |

### Vývoj státního rozpočtu Československa
| Rok                                                | Schválený rozpočet | Schválený rozpočet | Schválený rozpočet | Rok  | Skutečnost ke konci roku | Skutečnost ke konci roku | Skutečnost ke konci roku |
| Rok                                                | Příjmy             | Výdaje             | Bilance            | Rok  | Příjmy                   | Výdaje                   | Bilance                  |
| -------------------------------------------------- | ------------------ | ------------------ | ------------------ | ---- | ------------------------ | ------------------------ | ------------------------ |
| 1969                                               | 40,844             | 40,844             | 0                  | 1969 |                          |                          | 2,885                    |
| 1970                                               | 45,637             | 42,574             | 3,063              | 1970 | 48,942                   | 44,374                   | 4,568                    |
| 1971                                               | 118,812            | 115,756            | 3,056              | 1971 | 116,350                  | 113,074                  | 3,276                    |
| 1972                                               | 118,670            | 115,353            | 3,317              | 1972 | 115,846                  | 112,524                  | 3,322                    |
| 1973                                               | 122,602            | 120,498            | 2,104              | 1973 | 122,081                  | 119,955                  | 2,126                    |
| 1974                                               | 129,259            | 127,963            | 1,296              | 1974 | 135,925                  | 134,596                  | 1,329                    |
| 1975                                               | 143,741            | 142,435            | 1,306              | 1975 | 146,524                  | 145,180                  | 1,344                    |
| 1976                                               | 156,052            | 155,858            | 0,194              | 1976 | 156,978                  | 156,762                  | 0,216                    |
| 1977                                               | 164,410            | 164,220            | 0,190              | 1977 | 154,300                  | 154,072                  | 0,228                    |
| 1978                                               | 154,610            | 154,510            | 0,100              | 1978 | 155,581                  | 155,435                  | 0,146                    |
| 1979                                               | 160,093            | 160,043            | 0,050              | 1979 | 158,126                  | 158,101                  | 0,025                    |
| 1980                                               | 164,130            | 164,130            | 0                  | 1980 | 160,518                  | 160,515                  | 0,003                    |
| 1981                                               | 157,606            | 157,606            | 0                  | 1981 | 171,063                  | 171,020                  | 0,043                    |
| 1982                                               | 175,828            | 175,828            | 0                  | 1982 | 169,586                  | 169,549                  | 0,037                    |
| 1983                                               | 171,837            | 171,837            | 0                  | 1983 | 171,725                  | 171,684                  | 0,041                    |
| 1984                                               | 186,818            | 186,818            | 0                  | 1984 | 190,758                  | 190,722                  | 0,036                    |
| 1985                                               | 190,775            | 190,775            | 0                  | 1985 | 195,092                  | 195,051                  | 0,041                    |
| 1986                                               | 200,312            | 200,312            | 0                  | 1986 | 201,483                  | 201,471                  | 0,012                    |
| 1987                                               | 208,605            | 208,605            | 0                  | 1987 | 204,622                  | 202,132                  | 2,490                    |
| 1988                                               | 215,094            | 215,094            | 0                  | 1988 | 216,280                  | 214,631                  | 1,649                    |
| 1989                                               | 223,641            | 223,641            | 0                  | 1989 | 198,517                  | 199,348                  | –0,831                   |
| Konec komunistického režimu listopad–prosinec 1989 |                    |                    |                    |      |                          |                          |                          |
| 1990                                               | 137,305            | 131,921            | 5,384              | 1990 | 152,398                  | 148,385                  | 4,013                    |
| 1991                                               | 108,500            | 102,300            | 6,200              | 1991 | 124,034                  | 117,645                  | 6,389                    |
| 1992                                               | 134,700            | 134,700            | 0                  | 1992 | 124,000                  | 131,000                  | –7,000                   |